# Recortemos nuestro cabello de acuerdo con el estilo de vida socialista
Recortemos nuestro cabello de acuerdo con el estilo de vida socialista (hangul: 사회주의적 생활양식에 맞게 머리단장을 하자; romanización revisada: Sahoe juuijeok saenghwal yangsige matge meori danjangeul haja) es un programa de televisión que fue parte de una campaña de propaganda del gobierno de Corea del Norte que promulgó normas de aseo y vestimenta en 2004, 2005.
Fue transmitido en la cadena estatal Televisión Central de Coreana en la ciudad de Pyongyang. Los clips del programa fueron luego retransmitidos en el canal británico BBC One. El programa afirmó que la longitud del cabello puede afectar la inteligencia humana, en parte debido a la privación al resto del cuerpo de los nutrientes necesarios para el crecimiento del cabello. Sin embargo, aunque algunos investigadores han propuesto que el cerebro y el cabello compiten desde un punto de vista evolutivo, cortar el cabello no influye en su tasa de crecimiento. Fue parte de una larga campaña de restricción del gobierno de Corea del Norte contra los cortes de pelo y las modas consideradas en desacuerdo con los «valores socialistas».

## Restricciones de moda norcoreanas
Estos estándares de vestimenta y peinado han sido durante mucho tiempo un elemento fijo de la sociedad norcoreana. Kim Jong-il era conocido por su corte de pelo militar cuando saltó a la fama por primera vez a principios de la década de 1980, aunque más tarde volvió al bouffant corto que prefería su padre. Después de que Kim Jong-il sucedió a su padre, se relajaron algunas de las restricciones estatales sobre la moda occidental. A las mujeres se les permitía ondas permanentes, a los hombres se les podía dejar crecer el cabello un poco más e incluso se permitía el baile en público. A pesar de concesiones tan leves durante los primeros años del gobierno de Kim Jong-il, los emblemas obvios de la moda occidental, como los jeans, continuaron estando completamente prohibidos, y el cabello largo en los hombres podría conducir a arrestos y cortes de cabello forzados.
Según el diario norcoreano Rodong Sinmun (Periódico de los trabajadores), el líder estaba librando una guerra de guerrillas contra la posible incursión del capitalismo en la esfera de la apariencia personal. Junto con el pelo largo, los zapatos desordenados fueron identificados como el epítome de la cultura occidental que, por imitación, llevaría al país a la ruina.

## Series de televisión
La serie comenzó en 2004 como parte del programa de televisión regular "Sentido Comun". En el otoño de ese año, una campaña más grande en los medios (impresos, radio y televisión) comenzó a promover la vestimenta adecuada y la apariencia ordenada de los hombres. El programa fomentó los peinados cortos, como el corte militar de parte superior plana, el peinado medio, el peinado bajo y el peinado alto. Dijo que el cabello debe mantenerse entre 1 y 5 cm de largo, y se recomienda cortes de cabello para hombres cada 15 días. Los peinados oficiales del país permitían que los hombres mayores de 50 años dejaran crecer la parte superior del cabello hasta 7 cm de largo, para disfrazar la calvicie.
Una serie inicial de cinco partes del programa presentaba estilos de corte de cabello respaldados oficialmente, mientras que una serie posterior fue un paso más allá al mostrar a ciertos hombres como ejemplos de cómo no cortarse el cabello. Con cada ejemplo, el programa transmitía el nombre de la persona y dónde vivía (o trabajaba) a través de subtítulos y/o mensajes de voz. Por ejemplo, en un episodio (mostrado en enero de 2005) un ciudadano norcoreano llamado Sr. Ko Gwang-hyun, cuyo cabello descuidado cubría sus orejas, se mostró como un modelo negativo a seguir, con el comentario de voz en off: «No podemos evitar cuestionar el gusto cultural de este compañero, que es incapaz de avergonzarse de su peinado. ¿Podemos esperar que un hombre con esta mentalidad despeinada cumpla bien con su deber?».
En Pyongyang, la capital de Corea del Norte, artículos de noticias occidentales informaron que se colocó una cámara oculta para capturar a ciudadanos con peinados inadecuados. Esto fue parte de un programa de televisión transmitido al mismo tiempo que «Recortamos nuestro cabello de acuerdo con el estilo de vida socialista». A continuación, el presentador entrevistaría a los infractores y les pediría que se presentaran. Su nombre, dirección y lugar de trabajo se anunciarían para disuadir a otros de sentirse avergonzados y excluidos.